# 小坂洋二
小坂 洋二（こさか ようじ、1948年10月19日 - ） は、日本の音楽プロデューサー。

## 経歴
兵庫県神戸市出身。
早稲田大学第一文学部卒業。1970年から渡辺プロダクション在籍。布施明・大塚博堂のマネージャーを務め、大塚作品の歌詞を「るい」名義で数多く手掛けた。
1978年、エピック・ソニー設立時にレーベルプロデューサーとしてスカウトされ移籍。1979年春に当時サラリーマンをしていた佐野元春の才能をいちはやく見抜き、翌1980年にデビューさせた。
その後も、大江千里、TM NETWORK、渡辺美里、岡村靖幸などを手掛け、同じエピック・ソニーのプロデューサー目黒育郎と共に1980～90年代におけるエピック・ソニーの黄金時代を築いた。
2000年、エピック・ソニー退社。同年5月、ソニー・ミュージックエンタテインメント社内のレーベル「パームビーチ」の代表取締役社長に就任。Rie fu、サンタラ、ジン、紗希などを手がける。
2008年3月31日付でソニーを定年退職。「パームビーチ」は事業解散となる。同時に音楽業界から引退する。

## 手掛けたアーティスト
EPIC・ソニー時代
- 佐野元春
- 大沢誉志幸
- 大江千里
- TM NETWORK
- 渡辺美里
- 岡村靖幸
- PUFFY - 1996年デビューから1999年発売作品までのエグゼクティブ・プロデューサー
- YEN TOWN BAND - エグゼクティブ・プロデューサー。

など
Palm Beach時代
- Rie fu
- サンタラ
- ジン
- 紗希

など